# المعهد العالي لمهن السمعي البصري والسينما
المعهد العالي لمهن السمعي البصري والسينما، (اختصارا: ISMAC)، هو مؤسسة مغربية للتعليم العالي تأسست سنة 2012، تقع بالعاصمة الرباط وتناط لها مهمة التكوين والتدريب والبحث وتقديم الخدمات وإعداد أطر عليا متخصصة في جميع المهن ذات الصلة بالسينما و المجال السمعي البصري عامة. 

## الصفة
المعهد العالي لمهن السمعي البصري والسينما هو مؤسسة غير تابعة للجامعات، يتم تنظيمه طبقا لمقتضيات القانون رقم 01.00 المتعلق بتنظيم التعليم العالي، وأحكام المرسوم رقم 2.12.109 الصادر في 15 مارس 2012. يخضع المعهد للسلطة الحكومية المكلفة بالاتصال.

## التكوين

### الشعب[2]
- شعبة تقنيات الصورة و الصوت
- شعبة الإبداع و الإنتاج في السمعي البصري و السينما

### التخصصات[3]
يوفر المعهد اللتكوين الأساسي والتكوين المستمر والتكوين بواسطة البحث، بهدف نشر المعارف وإدماج الخريجين في الحياة العملية، وذلك في المجالات التالية:
- مهن الصورة
- مهن الصوت
- مهن المونتاج وما بعد الإنتاج
- المهن المصاحبة للإنتاج
- المهن المصاحبة للإخراج
- مهن الكتابة

### الشواهد[3]
يتولى المعهد تحضير وتسليم
- الإجازة في الدراسات الأساسية
- الإجازة المهنية
- الماستر
- الماستر المتخصص
- الدكتوراه
- دبلوم مهندس الدولة

### الأنشطة الموازية[5]
- تنظيم المعهد دورات تدريبية ودورات للتكوين المستمر وحلقات دراسية وندوات لفائدة مستخدمي المؤسسات العمومية وشبه العمومية والخاصة وطنية وأجنبية، ولفائدة الأشخاص الراغبين في الاندماج في الحياة العملية أو في الحصول على ترقية مهنية في مجال تخصص المعهد،
- وضع برامج البحث العلمي والتكنولوجي الخاصة بالمعهد أو في إطار دراسات الدكتوراه أو هما معا،
- المشاركة في برامج البحث الجهوية والوطنية العامة أو الخاصة والدولية، قصد تنمية الأنشطة المتصلة بمجال السمعي البصري والسينما والميادين المرتبطة بها،
- القيام بأشغال الدراسة والخبرة بطلب من الغير، عموميا كان أو خاصا،
- القيام بكل الأشغال الأخرى المتعلقة بالبحث أو التكوين المستمر أو الخبرة أو الدراسات بمقابل، باستثناء مهمة التكوين الأساسي والبحث العلمي والتكنولوجي،
- تقديم بموجب اتفاقيات خدمات بمقابل،
- إحداث محاضن لمقاولات الابتكار،
- استغلال البراءات والتراخيص،
- تسويق منتجات أنشطة المعهد.

## مدراء المعهد
- 2023: حكيم بلعباس[6]
- 2019 - 2023: عبد الرزاق الزاهر[7]
- 2012 - 2019: محمد بلغوات[8][9]